# Enemies
Pour les articles homonymes, voir Enemy.
Singles de Shinedown
Unity
(2012) I'll Follow You
(2013)
Enemies est le seizième single du groupe Shinedown et le troisième de l'album Amaryllis sorti en 2012.

## Classements
| Classement (2012)              | Meilleure position |
| ------------------------------ | ------------------ |
| États-Unis (Alternative Songs) | 29                 |
| États-Unis (Hot Rock Songs)    | 29                 |
| États-Unis (Mainstream Rock)   | 2                  |
| États-Unis (Rock Airplay)      | 8                  |

## Liste des chansons
| 1.   | Enemies (Brent Smith, Eric Bass, Dave Bassett) | 3:08 |
| 3:08 |                                                |      |